# Jalisse
Jalisse – włoski duet muzyczny założony w 1994 roku, w którego skład wchodzą Alessandra Drusian i Fabio Ricci (małżeństwo od 1999 roku).

## Historia zespołu
Alessandra Drusian i Fabio Ricci poznali się w 1990 roku w biurze wytwórni muzycznej, w której oboje byli podpisani. Drusian w tym czasie brała udział w wielu konkursach muzycznych, zaś Ricci był wokalistą zespołu Vox Populi. W 1992 roku duet zdecydował się pracować razem pod szyldem Jalisse, który inspirowany był postacią z serialu I Robinson. 
W 1995 roku Drusian i Ricci wzięli udział w 45. Festiwalu Piosenki Włoskiej w San Remo z utworem „Vivo”, z którym zajęli ostatecznie trzecie miejsce, dzięki czemu zdobyli możliwość ponownego wystąpienia w stawce konkursowej widowiska w kolejnym roku. Podczas 46. edycji festiwalu wykonali piosenkę „Liberami”, z którą zajęli szóste miejsce.
W lutym 1997 roku duet wygrał 47. Festiwalu Piosenki Włoskiej w San Remo z autorskim numerem „Fiumi di parole”, dzięki czemu reprezentował Włochy w 42. Konkursie Piosenki Eurowizji. Po udziale na festiwalu ukazał się ich debiutancki album studyjny zatytułowany Il cerchio magico del mondo, który osiągnął wynik 50 tys. sprzedanych egzemplarzy. Po wydaniu singla Drusian i Ricci zostali posądzeni o naruszenie praw autorskich i plagiat przeboju „Listen to Your Heart” zespołu Roxette. 3 maja wystąpili w finale widowiska organizowanego w Dublinie i zajęli ostatecznie czwarte miejsce ze 114 punktami na koncie, w tym m.in. z maksymalną notą 12 punktów od Portugalii. Ich wynik został odebrany w kraju jako porażka, publiczny nadawca RAI zdecydował się na wycofanie z udziału w kolejnych konkursach, a sam duet był negatywnie odbierany w lokalnych mediach. 
Po udziale w widowisku Drusian i Ricci zaczęli koncertować poza granicami Włoch, wystąpili m.in. w Stanach Zjednoczonych, Kanadzie, Rosji i Chile, gdzie wzięli udział w Międzynarodowym Festiwalu Piosenki Vina del Mar. W 1999 roku para wzięła ślub i doczekała się córki, Angeliki. W tym samym roku duet napisał utwór „Luce e pane” z okazji beatyfikacji ojca Pio. W 2000 roku ukazał się solowy singiel Drusian – „I’ll Fly”. W latach 2001-02 Drusian piosenkarka grała w musicalu Emotions w reżyserii Sergio Japino. W tym czasie Ricci zdecydował się na przerwę w działalności scenicznej i poświęcił się pracy w własnej wytwórni muzycznej Tregatti Productions And Printed Music.
W 2004 roku Drusian wydała kolejny singiel – „6 desiderio”, który promowany był przez firmę Roman oferującą przewozy taksówkarskie. Piosenka stała się oficjalnym utworem puszczanym podczas połączeń telefonicznych do firmy. Wiosną kolejnego roku premierę miał drugi album studyjny Jalisse zatytułowany Siedi e ascolta.... W tym samym roku duet wydał hiszpańskojęzyczną wersję swojego eurowizyjnego utworu „Fiumi di parole”, „Rios de palabras”, którą napisał dla swoich fanów z Afryki Południowej. Pod koniec lipca duet reprezentował Włochy podczas Bałtyckiego Festiwalu Piosenki, na którym zajęli ostatecznie trzecie miejsce.
W lutym 2006 roku duet zagrał minikoncert w siedzibie Ministerstwa Spraw Zagranicznych, który odbył się w obecności ministra Gianfranco Finiego. Podczas występu zaprezentowali swój nowy singiel „Faith in love (Peter loves Halima)” opowiadający o poszanowaniu religii i osobistych wierzeń każdego człowieka. Autorem tekstu piosenki został włoski pisarz irackiego pochodzenia, Younis Tawfik, a sam singiel został przesłany do włoskich ambasad na całym świecie oraz do papieża Benedykta XVI. Pod koniec marca Drusian i Ricci otrzymali odznakę od rabina Riccardo di Segniego reprezentującego Stowarzyszenie Żydowskiej Społeczności w Rzymie. W tym samym roku duet wyruszył w trasę koncertową po kraju. W 2007 roku wziął udział w eliminacjach do 57. Festiwalu Piosenki Włoskiej w San Remo z utworem „Linguaggio universale”, który został odrzucony i niedopuszczony do stawki konkursowej.
W 2008 roku duet przerwał działalność z powodu drugiej ciąży Drusian. Para doczekała się drugiej córki, Aurory. W tym samym roku Drusian i Ricci zgłosili swoją kandydaturę do reprezentowania San Marino podczas 54. Konkursie Piosenki Eurowizji, ale ostatecznie nie zostali wybrani przez krajowego nadawcę. We wrześniu premierę miała trzecia płyta studyjnego duetu zatytułowana Linguaggio Universale. Album dołączany był do książki Istruzione, chiave dello sviluppo wydanej przez Fundację im. Rity Levi-Montalcini. 
W 2009 roku para zagrała samych siebie w filmie Ex di Fausto Brizzi, na planie którego zaprezentowali piosenkę „Fiumi di parole”. Dwa lata później Drusian i Ricci wzięli udział w międzynarodowej wystawie Human Rights Tour 50° przygotowanej z okazji 50-lecia działalności Amnesty International w Monselice.
W 2012 roku premierę miał nowy singiel duetu – „Tra Rose e Cielo”, do którego tekst napisał włosko-iracki pisarz Younis Tawfik. Teledysk do piosenki opowiadającej o miłości dwojga ludzi po wybuchu wojny wyreżyserował Massimo Toniato. Klip został zaprezentowany w irackiej telewizji Cristiana Ishtar.
W marcu 2014 Drusian wzięła udział w przesłuchaniach do programu The Voice of Italy, jednak nie przeszła etapu przesłuchań w ciemno.
W kwietniu 2020 roku wystąpili w projekcie Eurovision Home Concerts, w którym wykonali utwór „Fiumi di parole” i cover kompozycji „Gente di mare” włoskiego duetu Umberto Tozziego i Rafa.

## Dyskografia

### Albumy studyjne
- Il cerchio magico del mondo (1997)
- Siedi e ascolta... (2005)
- Linguaggio Universale (2008)